# Myrmidon de Snow
Myrmotherula snowi
Pour les articles homonymes, voir Myrmidon et Snow.
Espèce
Statut de conservation UICN

 CR C2a(i);D : 
En danger critique
Le Myrmidon de Snow (Myrmotherula snowi) est une espèce de passereaux, de la famille des Thamnophilidae.
Son nom honore l'ornithologue britannique David Snow (1924-2009).

## Menaces et protection
On ne trouve le Myrmidon de Snow qu'en Alagoas et probablement au Pernambouc, deux épicentres d'extinction d'espèces en raison de la déforestation rampante dans cette région. Sa population serait aujourd'hui inférieure à trente individus et très fragmentée. Son habitat naturel est une forêt subtropicale ou tropicale humide de plaine. L'exploitation forestière et les incendies sont les principales causes de son déclin, qui devrait se poursuivre à mesure qu'un réseau de routes pour l'exploitation forestière se prolonge dans la forêt atlantique. Comme cette espèce est confinée à des régions ayant une altitude plus élevée, on pense que les changements climatiques constituent une autre menace. Pour lutter contre ce phénomène, plusieurs parcelles de terrain ont été achetées et des réserves, comme la station écologique Murici, ont été créées. 